# Kazuo Kimura
Kazuo Kimura (jap. 木村一夫  Kimura Kazuo; ur. 28 czerwca 1909 w prefekturze Hyōgo) – japoński lekkoatleta, skoczek wzwyż.
Szósty zawodnik igrzysk olimpijskich w Amsterdamie (1928, z wynikiem 1,88) oraz igrzysk olimpijskich w Los Angeles (1932, z rezultatem 1,94).
Dwukrotny srebrny medalista igrzysk Dalekiego Wschodu (1927 i 1930).
Złoty medalista letnich mistrzostw świata studentów (1928) oraz srebrny międzynarodowych igrzysk uniwersyteckich (1930).
W 1930 zwyciężył z wynikiem 1,85 podczas mityngu w Warszawie, w którym brała udział m.in. akademicka reprezentacja Japonii.
Dwukrotny rekordzista kraju:
- 1,94 (17 października 1929, Seul)[4]
- 1,96 (24 maja 1930, Tokio)[4]

## Rekordy życiowe
- Skok wzwyż – 1,96 (1930)